# Troncamento (matematica)
Il troncamento è l'operazione che approssima la rappresentazione di un numero limitando il numero di cifre utilizzabili per tale rappresentazione.
Dato un intero x in base {\displaystyle \beta }, secondo il teorema di rappresentazione in base, lo possiamo rappresentare come:
{\displaystyle x=\operatorname {sgn} (x)m\beta ^{p},}
dove la mantissa m è:
{\displaystyle m=\sum _{i=1}^{\infty }c_{i}\beta ^{-i}.}
In caso di troncamento il numero di cifre {\displaystyle c_{i}} utilizzabili è limitato, quindi l'estremo superiore della sommatoria non sarà più {\displaystyle \infty } ma un intero {\displaystyle t>0}. A questo punto il numero x è rappresentato come:
{\displaystyle x=\operatorname {sgn} (x)\beta ^{p}\sum _{i=1}^{t}c_{i}\beta ^{-i}.}
Ad esempio, data la base {\displaystyle \beta =10} e {\displaystyle t=4}:
{\displaystyle \alpha =16,7345} diventa 16,73;
{\displaystyle \alpha =23,9999} diventa 23,99.
Come abbiamo visto tra il numero reale e quello troncato ci sono delle differenze, ossia abbiamo introdotto un errore di troncamento.